# Антоніо Леокадіо Гусман
Антоніо Леокадіо Гусман Агуеда (ісп. Antonio Leocadio Guzmán Águeda; 5 листопада 1801, Каракас, Венесуела, — 13 листопада 1884) — венесуельський політик, журналіст і військовий діяч. Батько Антоніо Гусмана Бланко. Був засновником Ліберальної партії. З 1847 до 1851 був віцепрезидентом Венесуели, під час президентства Хосе Тадео Монагаса.
Антоніо Леокадіо Гусман народився в Каракасі 5 листопада 1801 року. Він був сином Йозефі Агуеди Гарсія та Антоніо де Мата Гусмана, відомий як капітан батальйону Королеви, який був розквартирований у Каракасі. У 1812 р. Гусман був відправлений до Іспанії його батьком, щоб уникнути труднощів у Венесуелі, де він виховувався ліберальними наставниками на Піренейському півострові. Повернувся до Каракасу в 1823 році.